# В логове
«В логове» (монг. Ичээнд нь) — исторический фильм режиссёра Бадрахына Сумху, снятый на студии «Монголкино» в 1972 году. Фильм посвящён операции коммунистического правительства Монголии по устранению Джа-ламы.

## Сюжет
Действие фильма происходит в конце 1922 — начале 1923 годов в революционной Монголии. Главарь разбойного войска Джа-лама, обосновавшись в своей гобиийской крепости, грабит торговые караваны, сгоняет в рабство пленных и вынашивает планы свержения прокоммунистического Народного правительства, поддерживаемый японской и американской агентурой. Япония снабжает Джа-ламу оружием с целью организовать переворот в Урге и установить прокапиталистическое правительство. Узнав об опасности, Сухэ-Батор отправляет в лагерь врага своих агентов, Балдандоржа и Дугаржава, которые, под видом представителей сочувствующих Джа-ламе сил в столице, входят к нему в доверие. В результате специальной операции Джа-лама оказывается застрелен, а многочисленные пленники его крепости — освобождены.

## В ролях
- Ц. Дашнамжил — Сухэ-Батор
- Ж. Занабазар — Балдандорж
- Р. Дамдинбазар — Дугаржав
- Б. Нямбуу — Нанзад
- С. Бужгар — Сундуйжав
- М. Цолмонбаатар — Джа-лама
- Л. Нямсурэн — Мунхнасан
- У. Осор — Равсал
- Б. Дамчал — Тян-жин
- Ч. Лувсандорж — лже-Джа-лама
- С.Сайхантуяа — Бунзай
- Б. Тунгалаг — Заяа
- Намсрайн Сувд — сумасшедшая девушка

## Съёмочная группа
- Ш. Нацагдорж — сценарист
- Б. Сумху — режиссёр-постановщик
- С. Сухбаатар — режиссёр
- Д. Батгэрэл — монтажёр
- Д. Баатар — оператор
- Б. Балжинням — оператор-постановщик
- О. Мягмар — художник-постановщик
- Д. Бадамцэрэн — художник по гриму
- Б. Дамдинсурэн — композитор
- Н. Гомбосурэн — директор картины
- Ц. Дашдооров — редактор

## Интересные факты
В сцене, когда Джа-лама рассказывает наложнице о своей жизни, фигурируют аутентичные фотографии, переснятые с актёрским составом фильма.